# Vegvísir

Vegvísir según el Manuscrito de Huld. Huld era una völva.

El Vegvísir es un símbolo mágico que pretende guiar a las personas durante una jornada de mal tiempo y poca visibilidad. También llamado «poste de guía», «señal de dirección» o la «brújula vikinga». El único registro conservado de la existencia del vegvísir es el Manuscrito de Huld, compilado por Geir Vigfusson en Akureyri, Islandia en 1860, basándose en tres manuscritos sobre magia, de tradición nórdica. Mucho tiempo se creyó que el vegvísir aparecía también en el Galdrabók, un grimorio del siglo XVII, pero la referencia era parcial.

## Neopaganismo

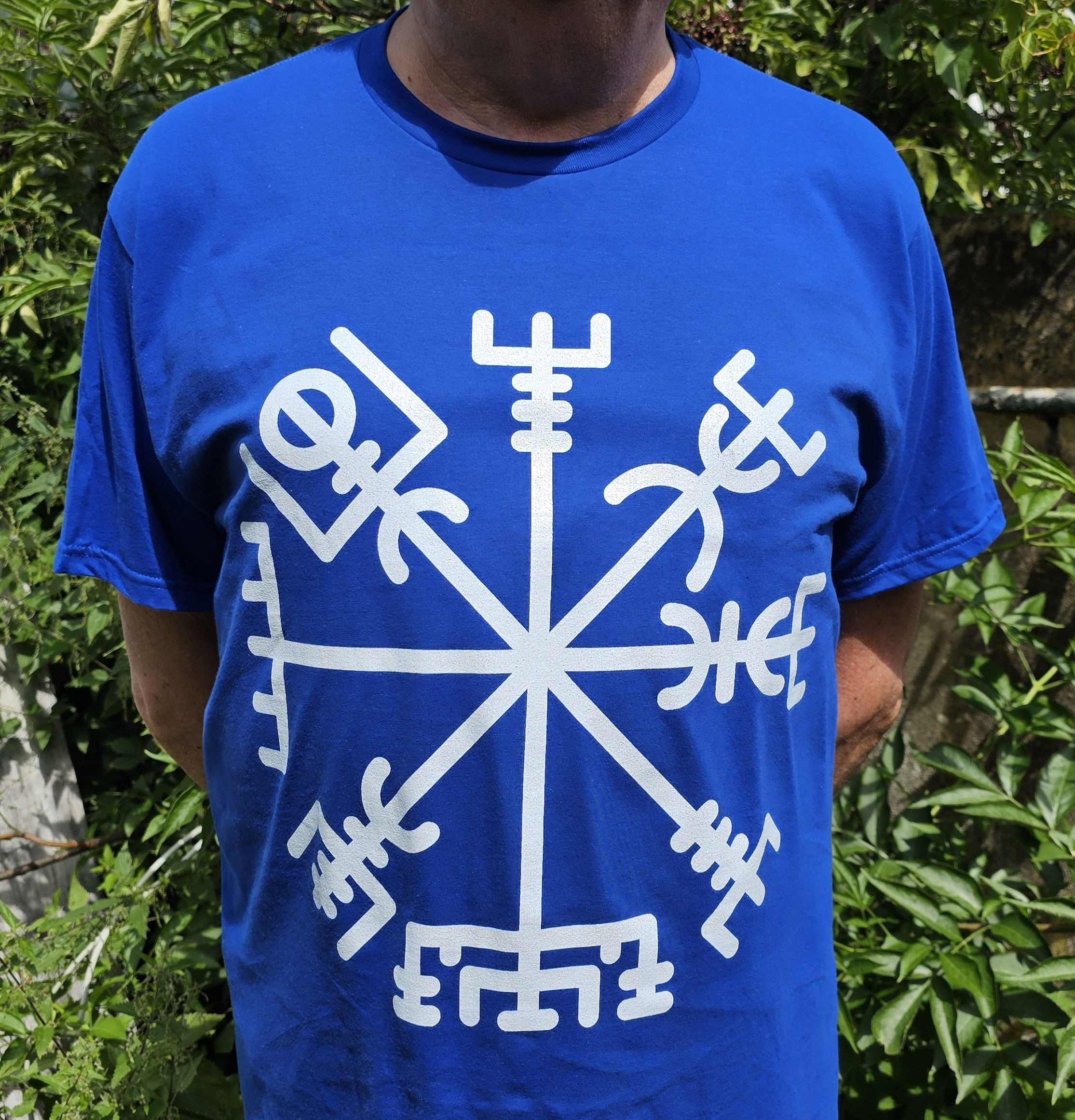
Vegvísir en camiseta

El vegvísir reaparece en el neopaganismo en forma de tatuaje (aunque no está demostrada la existencia de tatuajes en los pueblos del norte previa a la entrada del Cristianismo), como símbolo místico espiritual de ayuda para no torcerse en el camino recto a seguir en la vida.

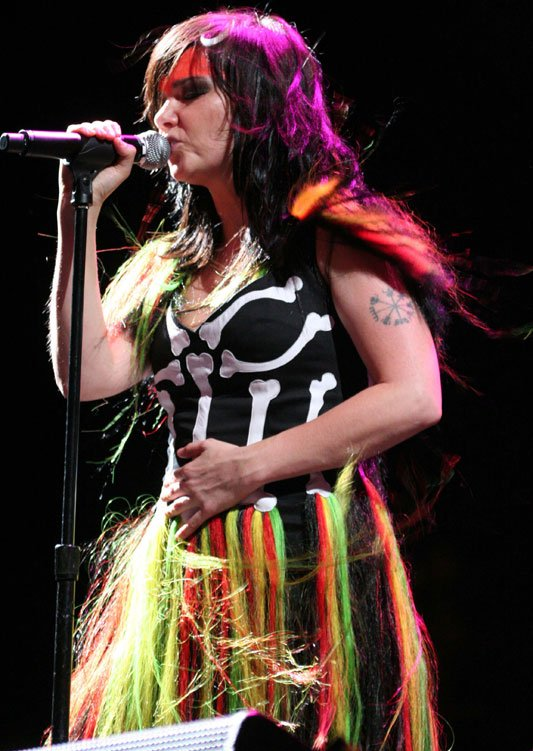
La cantante islandesa Björk mostrando su tatuaje vegvísir.